# تریر آیردال
تریر آیردال (انگلیسی: Airedale Terrier) نام یک نژاد از سگ‌ها است که منشأ آن رودخانهٔ آیر در غرب یورک‌شر انگلستان است. وزن این نژاد تریرها ۲۳–۳۰ کیلوگرم می‌باشد. طول این نژاد سگ ۵۸–۶۱ سانتی‌متر است.